# Фріпорт (Міннесота)
Фріпорт (англ. Freeport) — місто (англ. city) в США, в окрузі Стернс штату Міннесота. Населення — 675 осіб (2020).

## Географія
Фріпорт розташований за координатами 45°39′47″ пн. ш. 94°41′22″ зх. д. / 45.66306° пн. ш. 94.68944° зх. д. (45.663053, -94.689357).  За даними Бюро перепису населення США в 2010 році місто мало площу 2,99 км², з яких 2,98 км² — суходіл та 0,01 км² — водойми.

## Демографія
Згідно з переписом 2010 року, у місті мешкали 632 особи в 271 домогосподарстві у складі 184 родин. Густота населення становила 212 особи/км².  Було 280 помешкань (94/км²).
Расовий склад населення:
| - 97,0 % — білих - 0,3 % — корінних американців - 0,2 % — азіатів - 2,5 % — осіб інших рас |

До двох чи більше рас належало 0,0 %. Частка іспаномовних становила 4,6 % від усіх жителів.
За віковим діапазоном населення розподілялося таким чином: 18,2 % — особи молодші 18 років, 62,2 % — особи у віці 18—64 років, 19,6 % — особи у віці 65 років та старші. Медіана віку мешканця становила 37,0 року. На 100 осіб жіночої статі у місті припадало 103,2 чоловіків;  на 100 жінок у віці від 18 років та старших — 107,6 чоловіків також старших 18 років.
Середній дохід на одне домашнє господарство  становив 80 235 доларів США (медіана — 62 321), а середній дохід на одну сім'ю — 95 425 доларів (медіана — 71 071). За межею бідності перебувало 3,5 % осіб, у тому числі 0,0 % дітей у віці до 18 років та 8,3 % осіб у віці 65 років та старших.
Цивільне працевлаштоване населення становило 369 осіб. Основні галузі зайнятості: виробництво — 18,7 %, роздрібна торгівля — 18,2 %, освіта, охорона здоров'я та соціальна допомога — 17,9 %.